# 猶太教中的天使

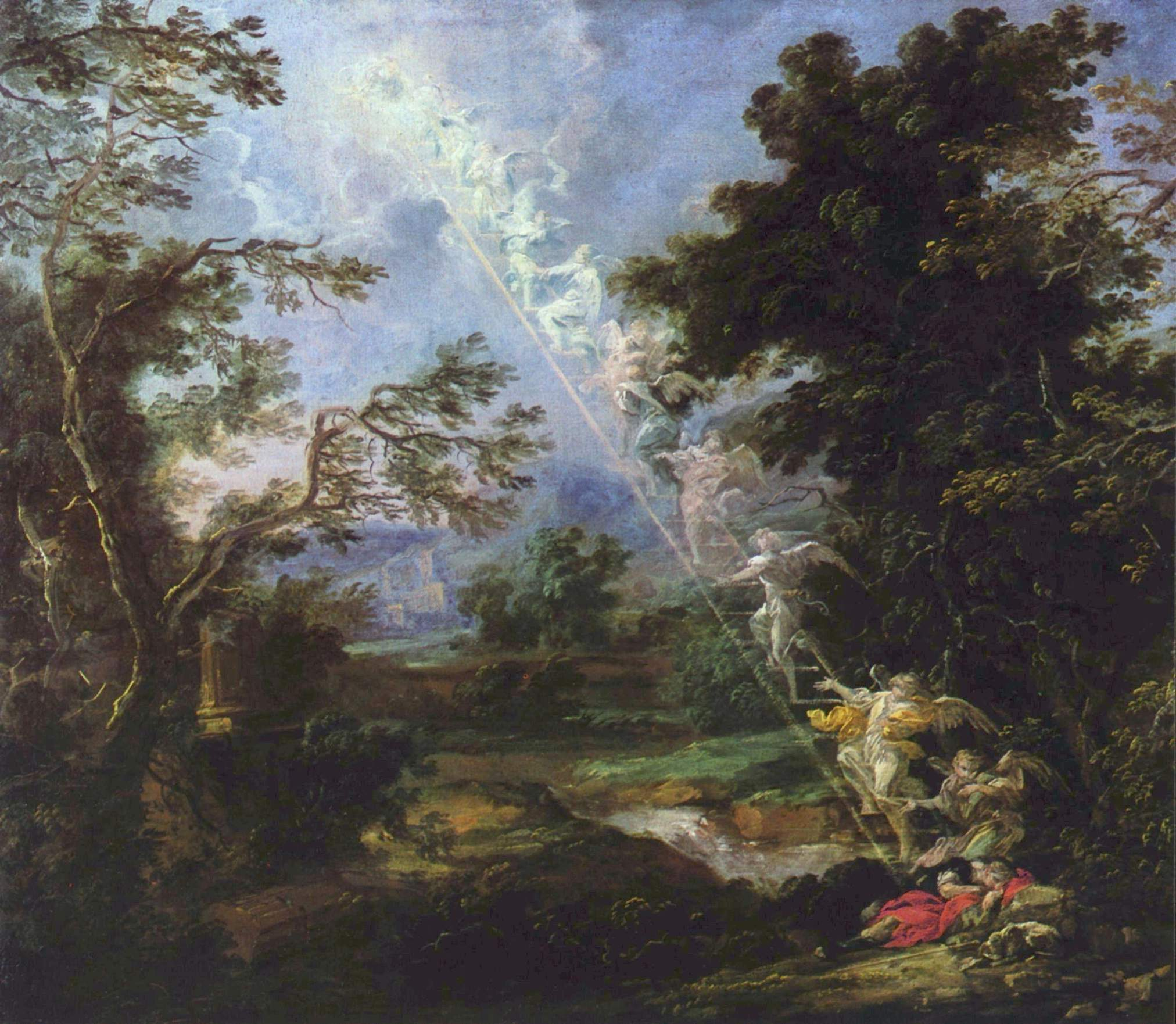
《雅各布夢境》（Ensueño de Jacob），描繪出走上天梯的天使

猶太教的信仰中，天使（單數型態：希伯來語：‎，拉丁化：mal’āḵ，複數型態：希伯來語：‎，拉丁化：mal’āḵīm，字面上的意思：“messenger”，中文就是“使者”。）是出現在整個《塔納赫》（《希伯來聖經》）、拉比文學、經外書（Apocrypha）與偽經（Pseudepigrapha），以及傳統猶太宗教儀式中作為以色列上帝代理人的超自然生命體。天使之間也有分成不同的等級位階。祂們的本質通常與火有關。而《塔木德》就是將祂們的本質描述為火。

## 詞源
希伯來語mal’akh（מַלְאָךְ‬）在《塔納赫》（《希伯來聖經》）中，是人類與神聖“使者（messenger）”的標準詞，然而在現代希伯來語中已很少用來指稱人類使者，因為後來的希伯來語通常採用shaliyakh（שליח‬，音譯：沙利亞赫，“信使”之意）一詞表示人類使者。mal’akh這名詞源自動詞輔音詞根（ל-א-ך‬），具體意思是“傳送信息（to send with a message）”，並且隨著時間的推移被更適用的sh-l-h取代。在聖經的希伯來語彙中，只有名詞mal’akh和名詞“Melakhah”（מְלָאכָה‬）被證實源自l-’-k這詞根，而Melakhah意思是“work（工作）”、“occupation（職業）”或“craftsmanship（工藝）”。
希伯來單詞mal’akh的形態結構顯示出它是從這maqtal詞根衍伸而來的形式，maqtal則表示工具或執行工具的方法。因此，Mal'akh一詞僅表示被派遣的人，當這個詞被用於稱呼人類時，通常翻譯為“messenger（信使／使者）”；比如說，Mal’akh是先知瑪拉基原文Malachi名字的詞根，其名字的意思是“my messenger（我的使者／信使）”。在現代希伯來語中，mal’akh已成為“angel（天使）”的總稱；它也與阿拉伯語（malak ‎）、亞拉姆語以及埃塞俄比亞語（或稱古典衣索比亞語）中的“angel（天使）”一詞有關。

## 《塔納赫》（《希伯來聖經》文本）中的描述
《塔納赫》經文中指出天使曾出現在每位族長（Patriarchs）、也出現在摩西、約書亞，以及許多其他人物面前。祂們於〈創世紀16:9〉中出現在夏甲（Hagar）面前，於〈創世紀19:1〉出現在羅得（Lot）面前，以及於〈創世紀22:11〉中出現在亞伯拉罕（Abraham）面前，祂們於〈創世紀28:12〉中在雅各的天梯（Jacob's Ladder）上去和下來，並於〈創世紀31:11–13〉中再次出現在雅各的面前。上帝於〈出埃及記33:2〉應許派一使者出現在摩西面前，以及於〈民數記22:31〉中派一使者來阻止巴蘭（Balaam）。

## 外部連結
- Jewish Encyclopedia, "Angelology" （页面存档备份，存于）
- Jewish POV: Angels and Demons （页面存档备份，存于） (YouTube)
- Israel Regardie, The Golden Dawn, Llewellyn Publications, 1992, ISBN 0-87542-663-8
- Elyonim veTachtonim （页面存档备份，存于），《聖經》和《巴比倫塔木德》中所記載的天使、惡魔、鬼魂以及怪物在線數據庫。